# Ljetna univerzijada 1977.
IX. Ljetna univerzijada održana je u Sofiji u Bugarskoj od 17. kolovoza do 28. kolovoza 1977. godine.